# Осада Меца (1814)
Осада Меца — один из эпизодов Войны шестой коалиции; осада города Мец продолжалась с 3 января по 10 апреля 1814 года; французы сумели отстоять город вплоть до заключения мира.
После перехода 1 января 1814 года армии Гебхарда Леберехта Блюхера через Рейн, оставшийся в тылу Мец был блокирован войсками I прусского корпуса генерала Людвига Йорка, под началом принца Вильгельма Прусского. В Меце в это время находилась французская дивизия под командованием Пьера Франсуа Жозефа Дюрютта, численностью около 5.000 пехотинцев.

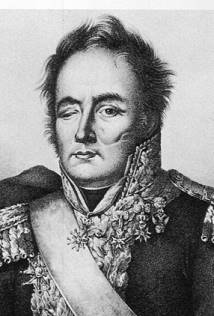
Генерал Дюрютт

К 7 января крепость была полностью обложена, но в виду малочисленности отряда (6 тысяч человек) и сильного поднятия воды в реке Мозеле, штурм Меца оказался невозможен, и действия ограничились лишь бомбардировкой крепости гаубичным огнем.
К концу января прусские войска были заменены частями Русской императорской армии: сперва корпусом генерала Н. М. Бороздина, а затем отрядом генерала Д. М. Юзефовича. С началом же движения союзных войск к Парижу блокада Меца перешла к гессенской бригаде генерала Морица Гюнтера фон Мюллера, но город самоотверженно оборонялся, а Дюрютт наотрез отвергал всякое предложение о капитуляции гарнизона. Когда весть о геройстве Дюрютта дошла до Наполеона, он воскликнул: «Вот человек, которому я ничего не сделал и который так много сделал для меня!».
Осада Меца была снята лишь с заключением Парижского мира. Население города-крепости, поднесло почётную шпагу отстоявшему Мец генералу Дюрютту; позднее его имя было выбито на Триумфальной арке в Париже.
В 1815 году, после сражения при Ватерлоо, союзные войска вновь вступили во Францию, а за Мецем вместе с другими ближайшими крепостями наблюдал русский корпус генерала графа Александра Фёдоровича Ланжерона.